# Филипинска горска костенурка
Филипинските горски костенурки (Siebenrockiella leytensis) са вид влечуги от семейство Азиатски речни костенурки (Geoemydidae). Видът е критично застрашен от изчезване, като до откриването на сега известните популации през 2001 година е смятан за изчезнал.

## Разпространение
Разпространени са на архипелага Палаван във Филипините.

## Описание
Обикновено достигат дължина на черупката от 21 сантиметра, при отделни екземпляри до 30 сантиметра.